# Lobbersjösuvvene
Lobbersjösuvvene är varandra näraliggande sjöar i Krokoms kommun i Jämtland och ingår i Ångermanälvens huvudavrinningsområde.
- Lobbersjösuvvene (Hotagens socken, Jämtland, 712582-142897), sjö i Krokoms kommun, 64°13′54″N 14°20′18″Ö / 64.2317°N 14.3382°Ö (12,8 ha)
- Lobbersjösuvvene (Hotagens socken, Jämtland, 712617-142896), sjö i Krokoms kommun, 64°14′05″N 14°20′05″Ö / 64.2348°N 14.3348°Ö (6,63 ha)